# Lin Yue
Lin Yue (kinesiska: 林跃, pinyin: Lín Yuè), född 24 juli 1991 i Chaozhou, Guangdong, är en kinesisk simhoppare som tävlade för Kina i simhopp vid olympiska sommarspelen 2008 i Peking. Bland större meriter återfinns brons individuellt i VM 2007, samt guld i par, OS-guld från 2008 i 10 m par och guld i asiatiska spelen. Han har också deltagit i sommar-OS 2012 i London.
Vid olympiska sommarspelen 2016 i Rio de Janeiro tog han en guldmedalj i synkroniserade höga hopp tillsammans med Chen Aisen.